# Maniac (chanson)
Pour les articles homonymes, voir Maniac.
Singles de Michael Sembello
Automatic Man
Pistes de Bossa Nova Hotel
It's Over Godzilla
Maniac est une chanson synthpop de Michael Sembello datant de 1983. Elle est particulièrement connue pour être l'un des titres phares de la bande originale du film Flashdance.

## Historique
Le titre se vend à 348 000 exemplaires en France.
La chanson est nommée pour l'Oscar de la meilleure chanson originale en 1984. C'est un autre titre de la bande originale du film, Flashdance... What a Feeling, qui l'emporte.

## Interprètes
- Michael Sembello – chant, guitare, basse synthé
- Dennis Matkosky – claviers, synthétiseur
- Carlos Vega – batterie électronique Simmons
- Dennis Karmazyn – violoncelle

## Reprises
- 1983 – C'est mon idole Michael Jackson de Nathalie Simard - Album Animauville
- 1995 – Sargant Fury - Album  Turn The Page
- 1999 – Carnival In Coal - Album French Cancan
- 2002 – L5 - Album Retiens-moi
- 2007 – Måns Zelmerlöw - Album Stand By For...
- 2008 – Firewind - Album The Premonition
- 2008 – Milk Inc. - Album Forever
- 2011 – Eric Speed - ?
- 2017 – Carpenter Brut - Album Carpenterbrutlive
- 2019 – Avantasia - Album Moonglow
- 2020 - Carpenter Brut - Single Maniac (feat. Yann Ligner)
- 2022 – Pomplamoose

## Classements et certifications
| Classement (1983)                      | Meilleure position |
| -------------------------------------- | ------------------ |
| Allemagne (Media Control AG)           | 6                  |
| Australie (Kent Music Report)          | 2                  |
| Belgique (Flandre Ultratop 50 Singles) | 11                 |
| Belgique (Flandre VRT Top 30)          | 9                  |
| Canada (50 Singles)                    | 1                  |
| Canada (Adult Contemporary)            | 1                  |
| Canada (CHUM)                          | 1                  |
| Espagne (AFYVE)                        | 2                  |
| États-Unis (Adult Contemporary)        | 34                 |
| États-Unis (Billboard Hot 100)         | 1                  |
| États-Unis (Cash Box)                  | 3                  |
| États-Unis (Hot Dance Club Play)       | 6                  |
| États-Unis (Top Tracks)                | 34                 |
| France (SNEP)                          | 3                  |
| Irlande (IRMA)                         | 28                 |
| Italie (FIMI)                          | 5                  |
| Nouvelle-Zélande (RMNZ)                | 7                  |
| Pays-Bas (Nederlandse Top 40)          | 11                 |
| Pays-Bas (Single Top 100)              | 10                 |
| Royaume-Uni (UK Singles Chart)         | 43                 |
| Suisse (Schweizer Hitparade)           | 2                  |

| Classement (1983)              | Position |
| ------------------------------ | -------- |
| Australie (Kent Music Report)  | 39       |
| Canada (RPM Top Singles)       | 13       |
| États-Unis (Billboard Hot 100) | 9        |
| États-Unis (Cash Box)          | 18       |
| Italie (FIMI)                  | 37       |

| Pays          | Certification | Date              | Ventes certifiées |
| ------------- | ------------- | ----------------- | ----------------- |
| Canada (CRIA) | Platine       | 1er novembre 1983 | 10 000            |